# Trinidad Miró Mira
Trinidad María Miró Mira (Alcoy, 30 de septiembre de 1960) es una política, musicóloga y profesora de baile de diferentes géneros.
Afiliada al Partido Popular, fue en el gobierno de la Comunidad Valenciana Consejera de Cultura y Deporte entre los años 2007 y 2011.

## Biografía
Nacida en Alcoy en el año 1960. Trinidad María, fue profesora de ballet clásico y de danza española, y realizó los estudios de musicología. Tiempo más tarde fue la nueva Directora del Conservatorio Municipal de Alcoy.
En el año 1999 entró en política siendo militante del Partido Popular, y en ese mismo año fue elegida tras las elecciones municipales como concejala en el Ayuntamiento de Alcoy, ocupando los cargos de cultura entre los años 1999 y 2003, y en este último año fue nombrada tercera teniente de alcalde de la localidad hasta el 2007.
Tras las Elecciones a las Cortes Valencianas de 2007, Trinidad María se presentó como candidata a diputada en las listas del Partido Popular por la provincia de Valencia, donde obtuvo su escaño entrado en la VII Legislatura autonómica.
Durante la VII Legislatura del gobierno Valenciano, el presidente de la Generalidad Valenciana Francisco Camps, la nombró el día 29 de junio de 2007, Consejera de Cultura y Deporte de la Generalidad, sustituyendo al anterior consejero Alejandro Font de Mora Turón (de Cultura, Educación y Deporte), hasta el día 22 de junio del 2011 donde dejó su cargo de consejera y fue sucedida por la nueva consejera tras la remodelación de la consejería, Dolores Johnson Sastre (de Turismo, Deporte y Cultura).
Posteriormente, tras las Elecciones a las Cortes Valencianas de 2011 se volvió a presentar por las listas del Partido Popular, pero esta vez por su provincia natal de Alicante, donde renovó su acta de diputada en la VIII Legislatura de la Comunidad Valenciana iniciada el día 9 de junio de 2011, y donde todavía se mantiene actualmente como diputada en las Cortes Valencianas.